# Blepisanis forticornis
Blepisanis forticornis là một loài bọ cánh cứng trong họ Cerambycidae.